# Piaski Dziewicze

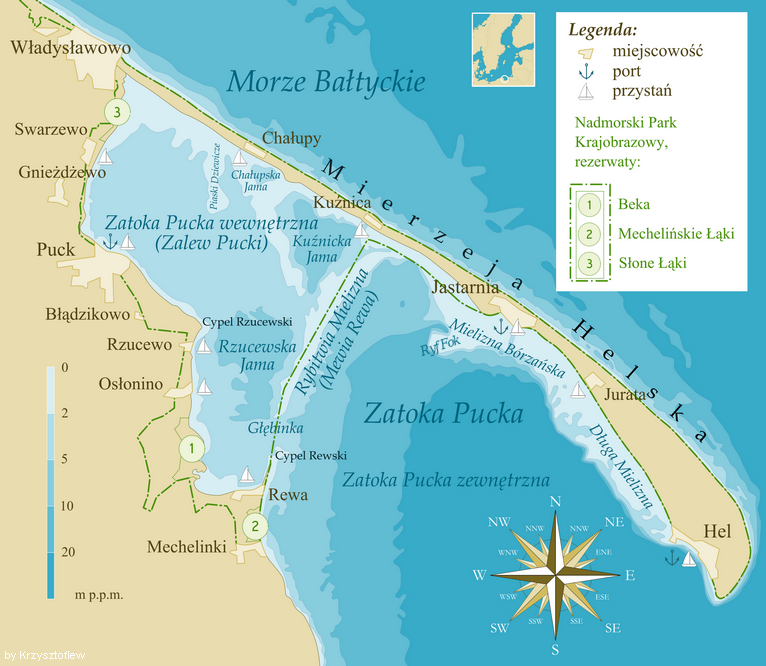
Zatoka Pucka

Piaski Dziewicze – płycizna położona w Zatoce Puckiej, przy południowym wybrzeżu Mierzei Helskiej w sąsiedztwie miejscowości Chałupy, na zachód od Chałupskiej Jamy.
Decyzją Komisji Wspólnot Europejskich z dnia 17 sierpnia 2005 r. w sprawie ustanowienia rejestru miejsc przewidzianych do stworzenia sieci interkalibracji zgodnie z dyrektywą 2000/60/WE Parlamentu Europejskiego i Rady, wody Piasków Dziewiczych zostały włączone do sieci interkalibracji i w celu umożliwienia oceny zgodności krajowych systemów klasyfikacji z normatywnymi definicjami Wspólnoty oraz porównywalności systemów klasyfikacji między państwami członkowskimi jako miejsce reprezentujące granicę klasy wód przybrzeżnych i przyujściowych pomiędzy klasami dobrą i umiarkowaną.
Ekosystem miejscowych wód zagrożony jest przez działalność człowieka, w tym turystykę uprawianą w ich obrębie, kłusownictwo, dragowanie i stosowanie sieci, a także oddziaływanie portu rybackiego w Kuźnicy oraz ochrona brzegów morskich prowadzona w rejonie Piasków Dziewiczych.